# Sebastian Aagaard-Williams
Sebastian Henry Aagaard-Williams, född 11 augusti 1988 i Gentofte, är en dansk skådespelare, utbildad vid Den Danske Scenekunstskole som han gick ut 2017. Han har dansk mor och amerikansk far. I Sverige är han mest känd för rollen som den unge Jesus i Nasaret, som Josefine besöker genom resor 2 000 år bakåt i tiden i den danska julkalendern Jesus & Josefine 2003. Han har också haft ledande roller i långfilmerna Møgunger (2003) och Oskar og Josefine (2005), samt varit med i det danska pojkbandet B-Boys.